# Richard G. Morris
Richard Graham Michael Morris (geboren in 1948) is een Brits neurowetenschapper. Hij ontwikkelde de Morris-waternavigatietaak, tegenwoordig een van de meest gebruikte tests voor het meten van leren en geheugen in knaagdieren. Hij is ook bekend geworden voor zijn werk over de functie van de hippocampus. Hij is directeur van het Centre for Cognitive and Neural Systems (Edinburgh) en de Wolfson-hoogleraar neurowetenschappen aan de Universiteit van Edinburgh. Sinds 1997 is hij een Fellow van de Royal Society. Morris werd in 2007 benoemd tot Commandeur in de Orde van het Britse Rijk.